# دورنشتاین ایندر اشتایرمارک
دورنشتاین ایندر اشتایرمارک (به آلمانی: Dürnstein in der Steiermark) یک منطقهٔ مسکونی در اتریش است که در مورو واقع شده‌است. دورنشتاین ایندر اشتایرمارک ۱۴٫۲۱ کیلومتر مربع مساحت دارد ۶۷۶ متر بالاتر از سطح دریا واقع شده‌است.